# Bernard Augustin Zahořanský z Vorlíka
Bernard Augustin Zahořanský z Vorlíka (zm. 13 października 1790 w Pradze) – czeski prawnik i polityk, pierwszy burmistrz Pragi w latach 1784–1788.

## Życiorys
Uzyskał wykształcenie wyższe i tytuł doktora prawa, w 1763 roku został mianowany radcą przy sądzie karnym. W 1784 roku rada miejska wybrała go na burmistrza Pragi – gminy powstałej z połączenia Starego Miasta, Nowego Miasta, Hradczan i Małej Strany. Był odpowiedzialny za organizację administracji i sądownictwa w Pradze.
Był żonaty z Joanną z Sachsentalu, z którą mieszkał w praskiej dzielnicy Zderaz.